# Jennifer M. Smith
Dame Jennifer Meridith Smith DBE (* 1947) ist eine bermudische Politikerin der Progressive Labour Party (PLP), die unter anderem zwischen 1998 und 2003 Premierministerin war.

## Leben
Jennifer Smith war zunächst zwischen 1994 und 1996 stellvertretende Oppositionsführerin der PLP im Versammlungshaus (House of Assembly) und wurde nach dem Tod von L. Frederick Wade 1996 Vorsitzende der PLP sowie als solche auch Oppositionsführerin (Leader of the Opposition).
Aus den Wahlen zum Versammlungshaus am 10. November 1998 ging die Progressive Labour Party unter Jennifer Smith mit 30.422 Stimmen (54,57 Prozent) als Siegerin hervor und konnte die Anzahl ihrer Mandate um acht Sitze auf 26 Parlamentssitze erhöhen. Die seit 1968 regierende United Bermuda Party (UBP) unter Premierministerin Pamela Gordon errang 24.706 Wählerstimmen (44,32 Prozent) und verlor acht Sitze, so dass sie nur noch 14 Abgeordnete stellen konnte. 
Neue Premierministerin wurde daraufhin am 10. November 1998 Jennifer Smith. Zugleich bekleidete sie zwischen 1998 und 1999 in ihrem Kabinett das Amt der Ministerin für Bildung und Humanangelegenheiten, ehe sie zuletzt in ihrer Regierung von 2002 bis 2003 Ministerin für Regierungsdienste war. Aus den Wahlen vom 24. Juli 2003 führte sie die PLP zu einem erneuten Wahlsieg. Sie errang 15.222 Wählerstimmen (51,6 Prozent) und verlor zwar vier ihrer Mandate, verfügte aber mit 22 Sitzen weiterhin über eine komfortable absolute Mehrheit im 36-köpfigen Parlament. Die United Bermuda Party kam unter ihrem neuen Vorsitzenden Grant Gibbons auf 14.142 Stimmen (48 Prozent) und stellte weiterhin 14 Mandate, da das Versammlungshaus um vier Sitze verkleinert wurde.
Trotz des Wahlsieges wurde Jennifer Smith jedoch fünf Tage nach der Wahl am 29. Juli 2003 als Premierministerin und Vorsitzende der PLP durch den bisherigen Minister für öffentliche Arbeiten und Ingenieurwesen Alex Scott abgelöst. Sie selbst übernahm daraufhin zwischen 2003 und 2010 die Funktion als stellvertretende Parlamentspräsidentin (Deputy Speaker of the House of Assembly).
Jennifer Smith, die 2005 zur Dame Commander des Order of the British Empire (DBE) geschlagen wurde, wurde zuletzt am 29. Oktober 2010 von Premierministerin Paula Cox zur Bildungsministerin in deren Kabinett berufen. Diesem gehörte sie bis zur Niederlage der PLP bei den Wahlen vom 17. Dezember 2012 an.